# Memorial Artemio Franchi
El Memorial Artemio Franchi fue torneo futbolístico de carácter amistoso organizado por el club italiano ACF Fiorentina desde 2008 hasta 2009. El torneo fue creado para conmemorar al exdirigente italiano Artemio Franchi, quien fuera vicepresidente de la FIFA y presidente de la UEFA.
Otro torneo llamado en honor de este jugador fue la Copa Artemio Franchi, torneo avalado por la FIFA y disputado por las naciones campeonas de Europa (Eurocopa) y de América (Copa América de fútbol). Sólo se disputaron dos ediciones, en 1985 y 1993, siendo precursor de la actual Copa FIFA Confederaciones.

## Historia
El Memorial Artemio Franchi nació como una propuesta del club italiano ACF Fiorentina. El motivo principal para la realización del torneo se dio sobre la base de la importante contribución de Artemio Franchi en el mundo futbolístico, siendo en su momento vicepresidente de la FIFA, y presidente de la UEFA. Según el presidente y propietario del club viola, el italiano Andrea Della Valle, el torneo buscó el patrocinio de la UEFA, uno de los claros objetivos del dirigente italiano. El comité ejecutivo y el presidente de la UEFA Michel Platini, finalmente otorgaron el aval para la celebración del torneo bajo los auspicios de la UEFA. El encuentro con los mandatarios europeos se realizó luego de una serie de reuniones donde se impartieron temas propios sobre el fútbol, como el juego limpio. El torneo fue fundado en 2008, y desde entonces, se han disputado dos temporadas con distintos equipos de Europa.

## Memorial

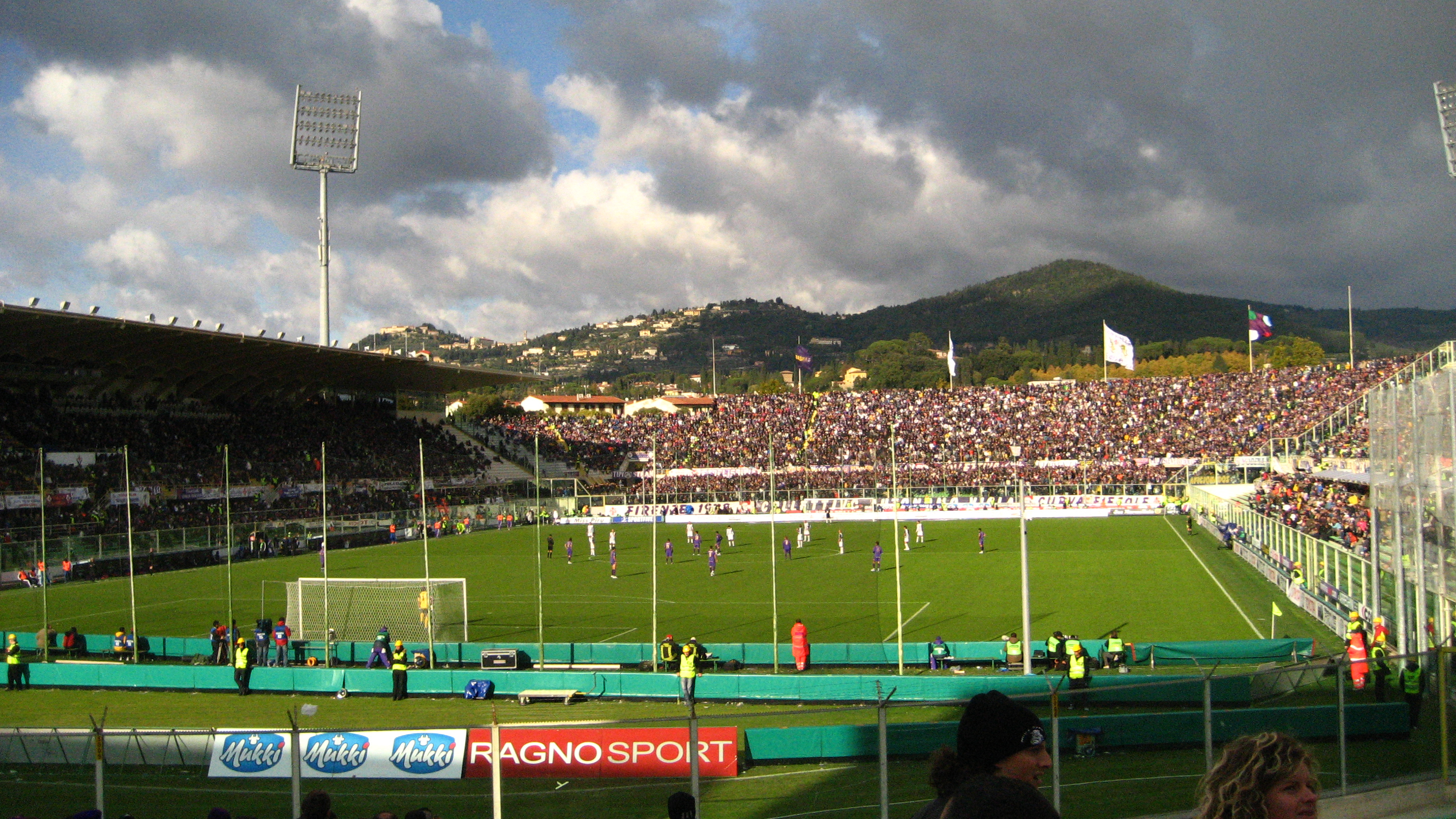
El estado Artemio Franchi es la sede oficial de los encuentros.

La primera edición del certamen fue disputada el 30 de julio de 2008. Antes de iniciar el encuentro, el torneo futbolístico fue motivo de algunas celebraciones por parte de la Unión de Asociaciones de Fútbol Europeas (UEFA), máximo ente rector del fútbol europeo, comandados por el presidente francés Michel Platini y otros dirigentes importantes como el presidente del club viola Andrea Della Valle y Giancarlo Abete, presidente de la Federación Italiana de Fútbol (FIGC). Otros personajes directamente relaciones con Franchi, también hicieron parte de los homenajes, como el caso de Francesco Franchi (hermano) y Francesca Giovanna Franchi, hija del exdirigente italiano fallecido en 1983. Grandes figuras deportivas del fútbol como el alemán Franz Beckenbauer (El Káiser), el exárbitro y miembro del Comité de Árbitros de la UEFA Pierluigi Collina y Marcello Lippi fueron otros de los invitados de honor. El Palazzo Vecchio, localizado en la Plaza de la Señoría, en la ciudad Florencia fue el epicentro de los homenajes, un acto que también contó con la presencia del alcalde de Florencia. Una vez culminada la ceremonia se dio paso al encuentro como parte de la programación del torneo. En esta ocasión, el club seleccionado para confrontar la primera edición del Memorial Artemio Franchi fue el Fútbol Club Barcelona, club español contra el que la Fiorentina ya jugó en la Liga de Campeones de la UEFA de la temporada 1999-00, en la fase de grupos. Barcelona venía de disputar dos encuentros amistosos en tierras escocesas ante el Hibernian F.C. y el Dundee United F.C.. El partido fue disputado en el Estadio Artemio Franchi, ante más de 40 000 espectadores. Significó un partido más para la pretemporada del club español que finalmente terminó imponiéndose por un marcador de 3-1. El capitán del club español Carles Puyol fue el artífice del primer gol en el minuto veintinueve. Al comienzo de la segunda parte, el venezolano Jeffrén Suárez aumentó el marcador con el segundo gol, mientras que el italiano Giampaolo Pazzini descontó para el equipo viola al minuto setenta. Finalmente Bojan Krkić marcó el último gol del encuentro, solo dos minutos después del gol de Pazzini para dar cifras concretas al resultado. Al final del encuentro, los jugadores de la Fiorentina pasaron por una "calle de honor", tal cual se observa en el video conmemorativo.
El segundo torneo fue disputado el 29 de julio de 2009. En esta ocasión, el equipo francés Paris Saint-Germain FC fue el gran invitado. El torneo fue el escenario principal para que el club viola presentará su indumentaria deportiva, patrocinada por Lotto. El internacional Gianluca Rocchi fue designado el árbitro oficial del encuentro. El francés Mevlüt Erdinç anotó el primer gol en el minuto 25, mientras que Ludovic Giuly se adjudicó el segundo tanto al minuto 34. En la parte complementaria, el congoleño Péguy Luyindula materializó el último gol. De esta manera, el equipo francés ganó el segundo torneo.

## Beneficencia
El primer torneo disputado entre el FC Barcelona y la Fiorentina representó la entrada de más de cuarenta mil espectadores. Además de ser el escenario principal para un evento deportivo, también lo es para brindar apoyo a varias fundaciones que buscan el desarrollo y el progreso deportivo. El dinero recolectado en la primera edición del torneo, fue destinado a una serie de fundaciones  que promueven el deporte y estimulan la investigación deportiva. La fundación Artemio Franchi, la Fiorentina Onlus y la fundación FCB del equipo español fueron las entidades que se beneficiaron. "Es un gran honor para el Barcelona estar aquí para recordar a Artemio Franchi", fueron las palabras del entonces presidente blaugrana Joan Laporta, en torno a la realización del torneo.

## Historial
| Año  | Equipo local   | Resultado | Equipo visitante       | Estadio                 |
| ---- | -------------- | --------- | ---------------------- | ----------------------- |
| 2008 | ACF Fiorentina | 1-3       | FC Barcelona           | Estadio Artemio Franchi |
| 2009 | ACF Fiorentina | 0-3       | Paris Saint-Germain FC | Estadio Artemio Franchi |

## Palmarés
| Equipo                 | Títulos |
| ---------------------- | ------- |
| FC Barcelona           | 1       |
| Paris Saint-Germain FC | 1       |

## Goleadores
| Jugador           | Goles | Club                   |
| ----------------- | ----- | ---------------------- |
| Jeffrén Suárez    | 1     | FC Barcelona           |
| Bojan Krkić       | 1     | FC Barcelona           |
| Carles Puyol      | 1     | FC Barcelona           |
| Giampaolo Pazzini | 1     | ACF Fiorentina         |
| Péguy Luyindula   | 1     | Paris Saint-Germain FC |
| Ludovic Giuly     | 1     | Paris Saint-Germain FC |
| Mevlüt Erdinç     | 1     | Paris Saint-Germain FC |